# Polybotrya crassirhizoma
Polybotrya crassirhizoma är en träjonväxtart som beskrevs av David Bruce Lellinger. Polybotrya crassirhizoma ingår i släktet Polybotrya och familjen Dryopteridaceae. Inga underarter finns listade.